# Pembroke Pines
Pembroke Pines is een stad in de Amerikaanse staat Florida en telt 137.427 inwoners. Het is hiermee de 157e stad in de Verenigde Staten (2000). De oppervlakte bedraagt 85,7 km², waarmee het de 187e stad is.

## Demografie
Van de bevolking is 15,2 % ouder dan 65 jaar en bestaat voor 24,1 % uit eenpersoonshuishoudens. De werkloosheid bedraagt 2,4 % (cijfers volkstelling 2000).
Ongeveer 28,2 % van de bevolking van Pembroke Pines bestaat uit hispanics en latino's, 13,3 % is van Afrikaanse oorsprong en 3,8 % van Aziatische oorsprong.
Het aantal inwoners steeg van 65.454 in 1990 naar 137.427 in 2000.

## Klimaat
In januari is de gemiddelde temperatuur 19,1 °C, in juli is dat 28,0 °C. Jaarlijks valt er gemiddeld 1600,5 mm neerslag (gegevens op basis van de meetperiode 1961-1990).

## Plaatsen in de nabije omgeving
De onderstaande figuur toont nabijgelegen plaatsen in een straal van 8 km rond Pembroke Pines.

## Geboren
- Bella Thorne (8 oktober 1997), actrice, zangeres en danseres

## Overleden
- Harry Haft (1925-2007), Pools lichtzwaargewicht bokser